# Hendrik Casimir-Karl Ziegler-Forschungspreis
Der Hendrik Casimir-Karl Ziegler-Forschungspreis (Hendrik Casimir-Karl Ziegler Onderzoekstipendium) war ein niederländisch-deutscher Wissenschaftspreis.
Der Hendrik Casimir-Karl Ziegler-Forschungspreis wurde zwischen 1998 und 2012 gemeinsam von der Nordrhein-Westfälischen Akademie der Wissenschaften und der Künste (awknrw) und der Königlich Niederländischen Akademie der Wissenschaften (KNAW) verliehen. Namensgeber waren der niederländische Physiker Hendrik Casimir (1909–2000) und der deutsche Chemiker und Nobelpreisträger Karl Ziegler (1898–1973).
Der Preis war mit bis zu 50.000 Euro dotiert. Jährlich wurden ein Preisträger der Königlich Niederländischen Akademie der Wissenschaften und ein Preisträger der Nordrhein-Westfälischen Akademie der Wissenschaften ausgezeichnet. Mit der Verleihung wurde qualifizierten Nachwuchswissenschaftlern aus den Niederlanden und aus Nordrhein-Westfalen, die das 40. Lebensjahr noch nicht überschritten hatten, ein bis zu zwölf Monate dauernder Forschungsaufenthalt im jeweiligen Nachbarland ermöglicht.

## Preisträger
- 1998 Thomas Gensch (Forschungszentrum Jülich)
- 1999 Ulrich Schmid, Bettina Rockenbach (Universität Erfurt), Bernd Kuckert (Universität Hamburg), Michael Arntz (Journalist)
- 2000 Jörg Matysik (Universiteit Leiden)
- 2001 Marcus Herrmann (TU München)
- 2002 Stephan Busch (Universität Trier)
- 2003 Michael Schmitt (Universität Düsseldorf)
- 2004 Ute Spiekerkötter (Universität Düsseldorf)
- 2005 Johan Frederik Hartle (Universiteit van Amsterdam), Ralf Martin Jäger (Hochschule für Musik Weimar)
- 2006 Regina Palkovits (Max-Planck-Institut für Kohleforschung Mühlheim)
- 2007 Holger Rehmann (University Medical Center Utrecht)
- 2008 Christine Budzikiewicz (Universität zu Köln)
- 2009 Tilmann Klein (Max-Planck-Institut für neurologische Forschung Köln)
- 2010 Gero Lange (Radboud Universiteit Nijmegen), Thomas Riesenweber (Universität Bonn)
- 2011 Cecília Salgado (Universiteit Leiden), Matthias Kortmann (Universität Münster)
- 2012 Hein van den Berg (Vrije Universiteit Amsterdam), Alfred Zerres (Universität Münster)